# Route départementale 58 (Yvelines)
Pour les articles homonymes, voir Route départementale 58.
La route départementale 58 ou D58, est un axe nord-sud de moyenne importance dans le département des Yvelines.
Dans le prolongement logique vers le sud de la route départementale 30, qui permet la liaison, du nord au sud, entre l'autoroute de Normandie (A13), la route nationale 12 et l'agglomération de Saint-Quentin-en-Yvelines, la D58, quant à elle, n'a qu'une utilisation quasiment locale. Elle sert essentiellement pour des liaisons intercommunales de proximité ou pour le contournement de la difficulté routière que représente la ville nouvelle.

## Itinéraire
Dans le sens nord-sud, les communes traversées sont :
- Plaisir : début de la D58 à l'échangeur avec la route nationale 12, au pont des Gâtines où arrive du nord la route départementale 30 ; la route, sous le nom de ' avenue de Chevreuse, est limite communale avec Élancourt entre la zone d'activités plaisiroise de Sainte-Appoline et le quartier élancourtois de la Clef de saint-Pierre, croise la route départementale 912 (tronçon Trappes vers Jouars-Pontchartrain) et devient plaisiroise à part entière en longeant le hameau de la Mare aux Saules,
- Élancourt : la route, devenue route des Gâtines, descend, avec un tracé en lacets, dans la vallée du vieil Élancourt, y croise la route départementale 23 (Trappes - Bazoches-sur-Guyonne par Jouars) puis devient route du Mesnil en remontant sur le plateau du nouvel Élancourt, passe devant le parc d'animation de France miniature au rond-point de Laubach, emprunte le boulevard Bernard Grégory, redevient route du Mesnil, franchit la place Simone Signoret et le rond-point des Réaux, passe devant la Commanderie de la Villedieu et aborde un échangeur qui permet de communiquer avec la route nationale 10 qu'elle franchit par le pont de la Villedieu,
- La Verrière : la route est limite communale entre La Verrière à l'ouest et Élancourt à l'est et longe la zone industrielle de Trappes-Élancourt,
- Le Mesnil-Saint-Denis : la D58, route Versailles puis rue Leclerc, mène au village et y croise la route départementale 13 (Chevreuse - La Verrière) et poursuit son tracé vers le sud en passant devant le château-mairie du Mesnil avec le nom de rue Henri Husson puis de route de Lévis-Saint-Nom,

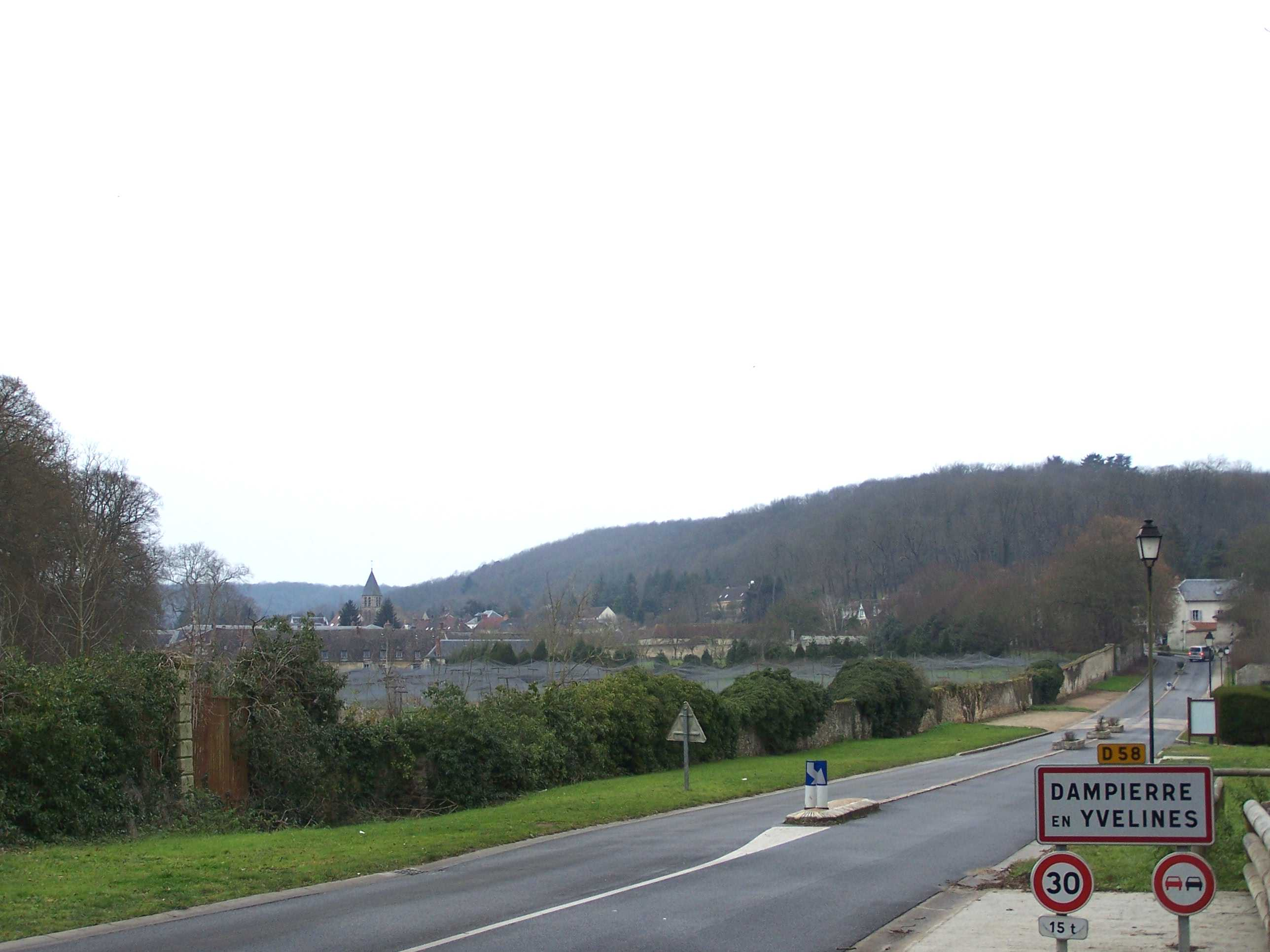
L'entrée de Dampierre en venant de Chevreuse

- Lévis-Saint-Nom : la route traverse le bois de Saint-Benoît avec le nom de route des Sept tournants, passe dans l'extrémité est du village, au lieu-dit Girouard près de l'église de Saint-Nom,
- Dampierre-en-Yvelines : la D58 continue sa traversée du bois de Saint-Benoît avec le nom de rue de la Vallée, traverse le hameau de Maincourt-sur-Yvette, ancienne commune aujourd'hui rattachée à Dampierre, devient la rue de Maincourt en entrant dans le village, se confond pendant 150 mètres avec la route départementale 91 (Versailles - Cernay-la-Ville) devant le château de Dampierre en tant que route de Chevreuse,
- Saint-Forget : toujours dans le bois de Saint-Benoît, la route passe devant l'église Saint-Ferréol et le château de Mauvières avec le nom de route de Dampierre,
- Chevreuse : en tant que rue de Dampierre, la D58 achève son tracé peu après l'entrée dans la ville, à l'abord de la route départementale 906 (Saint-Rémy-lès-Chevreuse - Saint-Hilarion par Rambouillet).